# Акбар Каргарджам
Акбар Каргарджам (перс. اکبر کارگرجم, нар. 26 грудня 1944, Тегеран) — іранський футболіст, що грав на позиції захисника за клуби «Рах Ахан» і «Тадж», а також національну збірну Ірану, у складі якої — володар Кубка Азії з футболу. 

## Клубна кар'єра
У дорослому футболі дебютував 1967 року виступами за команду «Рах Ахан», в якій провів два сезони сезон. 
1969 року перейшов до клубу «Тадж», за який відіграв сім сезонів. Завершив професійну кар'єру футболіста виступами за команду «Естеглал» у 1976 році. Двічі, у 1971 і 1975 роках, ставав у її складі чемпіоном Ірану.

## Виступи за збірну
1971 року дебютував в офіційних матчах у складі національної збірної Ірану.
У складі збірної був учасником кубка Азії з футболу 1972 року в Таїланді, де іранці здобули свій другий в історії титул чемпіонів Азії. Того ж 1972 року був учасником футбольного турніру на тогорічних Олімпійських іграх.
Загалом протягом кар'єри у національній команді, яка тривала чотири роки, провів у її формі 30 матчів, забивши 1 гол.

## Титули і досягнення
- Володар Кубка Азії з футболу: 1972
- Переможець Азійських ігор: 1974